# Epidendrum lloense
Epidendrum lloense är en orkidéart som först beskrevs av John Lindley, och fick sitt nu gällande namn av Eric Hágsater och Dodson. Epidendrum lloense ingår i släktet Epidendrum och familjen orkidéer. Inga underarter finns listade i Catalogue of Life.